# Vypin
Vypin ou Vypeen (malayalam : വൈപ്പിന്) est une île qui est rattachée administrativement à la ville de Kochi dans l'État de Kerala en Inde. Elle mesure environ 27 km de longueur et est reliée à Kochi par plusieurs ponts.

## Villes
- Cherai
- Edavanakad
- Elamkunnapuzha
- Kuzhuppilly
- Malippuram
- Munambam
- Nayarambalam
- Njarakkal
- Ochanthuruth
- Pallippuram